# Michael Quell
Michael Quell (* 1960 in Fulda) ist ein deutscher Komponist.

## Leben
Michael Quell studierte von 1981 bis 1985 an der Musikhochschule Frankfurt klassische Gitarre bei Heinz Teuchert, Musikpädagogik, Musikwissenschaft sowie Komposition bei Hans Ulrich Engelmann. Daneben studierte er Philosophie und Theologie an der Frankfurter Goethe-Universität. Von 1985 bis 1989 studierte er Komposition in der Meisterklasse bei Rolf Riehm.
Er wirkte zunächst als Musikpädagoge, seit 2008 lehrt er als Dozent für Musiktheorie am musikwissenschaftlichen Institut der Goethe-Universität Frankfurt. Er erhält regelmäßig Einladungen zu Meisterkursen und Gastvorträgen an verschiedenen europäischen Universitäten. 1995 gründete er die Konzertreihe Neue Kammermusik in Fulda, die er seither künstlerisch leitet.
Quell erhielt Kompositionsaufträge u. a. von Ensembles wie Ensemble recherche, Ensemble Aventure, Ensemble Modern, Neo Quartett, via nova ensemble. Seine Werke wurden u. a. bei den Wittener Tagen für Neue Kammermusik, dem Festival de Montreux/Vevey, ZeitRäume Basel, Músicaviva Festival Cuenca Ecuador, Entrecuerdas Festival Santiago de Chile aufgeführt und von zahlreichen Rundfunkanstalten gesendet.
Er lebt als freier Komponist in Fulda.

## Kompositionsstil
Michael Quells Kompositionen sind der komplexen autonomen Musik zuzuordnen, wobei sein Komplexitätsbegriff nicht rein materieller Art ist, sondern darüber hinaus auch in der vielfältigen Verzahnung unterschiedlicher Bezugsebenen zu sehen ist. Dennoch sind seine Werke zugleich aufs Engste verwoben mit Vorstellungen aus den Bereichen Philosophie, Literatur und Physik, insbesondere der Teilchen- und Astrophysik. Dies stellt in seinem ästhetischen Konzept keinen Widerspruch dar, sondern bedinge sich gegenseitig.
Charakteristisch für seine Werke ist dabei, dass die Verbindungen zu diesen Vorstellungswelten nicht vordergründiger oder gar illustrativer Natur sind, sondern dass sich dabei Vorstellungen aus der abstrakten Welt philosophischer oder naturwissenschaftlicher Theoreme in das musikalische Material eingraben und die Werkstruktur wesentlich bestimmen. Dies führt zu einem vollständigen Verschmelzen des Geistigen mit der konkreten musikalischen Struktur. Sie „durchdringen und bedingen sich gegenseitig und lassen so auf einer neu eröffneten virtuellen Ebene etwas völlig Neues entstehen, das so, in dieser Gestalt von keiner der beiden Seiten aus denkbar gewesen wäre.“
Dabei scheint „die aus der Praxis des Instruments kommende mikroskopische high-resolution Definierung jedes einzelnen, noch so leisen Klangs (…) in Opposition zu stehen zur kosmischen, tranzendentalen Dimension der Werktitel, die meist Figuren aus der Naturwissenschaft, insbesondere der (Astro-)Physik wie auch der Philosophie und Theologie entnommen sind. Diese Bezüge sind keineswegs etwa äußerlich, sondern kristallisieren in der konkreten Werkstruktur und deren innerer Dynamik. Musikalische Autonomie zeigt sich gerade in ihrer Fähigkeit, das ihr scheinbar Äußere in ihren Prozess aufzunehmen.“
Kreiste die breite Palette der Sujets seiner Werke in den 1990er und 2000er Jahren insbesondere um Themengebiete der Philosophie (wie z. B. Ekstare 1988/90, Inside … out 1997, enigma 2005, Achronon 2008/09, aber auch Meister Eckhart und Suhrawardi 2017) und der Literatur (Satori 1999, fantasia – lass die Moleküle rasen 2016), um Vorstellungen wie die der Mikrovarianz (der Generierung der eigentlichen Werksubstanz aus minimalen Abweichungen heraus) wie z. B. in anisotropie 2001 oder Fluktuation (atremia 1999, A Blurring Cloud 2012), so sind es ab 2013, beginnend mit String I und Dark Matter insbesondere Sujets aus der Quanten- und Astrophysik, die das Werk Michael Quells prägen. Insbesondere findet sich dieser Bezug in den beiden Werkzyklen String, der mit den vier Werken unterschiedlicher Besetzung abgeschlossen scheint und energeia aphanés.
Eines der zentralen Prinzipien der Kompositionen Quells (insbesondere seit Dark Matter, 2013) ist das bewusste Verbergen des strukturgebenden Prinzips eines Werks, das dennoch die Welt der Wahrnehmung bis ins Detail hinein steuert. „Der Komponist kreiert faszinierende Klangwelten mit komplex interagierender Werkstruktur, bei welcher die strukturgebenden Prinzipien bewusst im Verborgenen gehalten werden, deren Resultate aber an der Oberfläche klar erkennbar sind. So wird die ‚Welt der Erscheinung der Dinge‘ konkret und differenziert ausgestaltet.“ Dabei nimmt jedes Werk mehrfach „unerwartete Wendungen und dringt in vorher nicht erahnte Räume vor. Im Nachhinein fügen sich die gehörten Werkteile zu einem kohärenten Ganzen, das sich als multipler Kosmos zu erkennen gibt.“
Dieses Prinzip bestimmt insbesondere den Werkzyklus energeia aphanés, scheint aber auch in anderen Werken Quells wirksam zu sein. Quells Denken ist zwar von früher Kindheit durch eine intensive Beschäftigung mit den Naturwissenschaften geprägt (zunächst der Chemie und Biochemie, später dann zunehmend der Physik, insbesondere der Teilchen- und Astrophysik), sein künstlerischer Ansatz kennt jedoch keine bloße Adaptation, keine „Formelberechnung und positive Definition“, seine Werke „setzen vielmehr an Grenzgebieten an, bei Dunkler Materie oder Dunkler Energie“. Er ist „an den ‚Fakten‘ weniger interessiert als an den Rätseln und Ungreifbarkeiten, die für ihn Physik, Philosophie und Kunst als Antriebsfedern ihres Tuns gemeinsam haben“. Daraus leiten sich die beiden weiteren zentralen Motive seiner Ästhetik ab, das Enigmatische und das Utopische, die das künstlerische Schaffen bestimmen. „Es ist das Geheimnisvolle, das Enigmatische und das im tiefsten Innern Unergründliche von Wirklichkeit, das mich seit jeher fasziniert und damit das Bedürfnis, das Unsagbare zu ahnen, dem Entfernten, dem ou-topos Gegenwart verleihen zu wollen, gleichsam als Triebfeder ent-grenzter musikalischer Fantasie.“
Ungeachtet des intellektuellen Überbaus kennzeichnet die Musik Michael Quells eine stark ausgeprägte sinnliche Komponente mit „musikantischem Potential“. „Natur und Geist, Physik und Metaphysik, Nüchternes und Numinoses verschränken zu einer übergreifenden geistigen Dimension in allen Werken, die gleichwohl oder gerade deswegen singulär, autonom und höchst sinnlich sind.“.
Dies schließt bei Quell eine intensive Auseinandersetzung mit alternativen Zeitmodellen und die Suche nach Transzendenz mit ein, die sich zwischen deren Extremen von strudelartigen Zeitverdichtungen („Zeitstrudel“) und einer Art Eindruck des Zerfließens von Zeit in zahlreichen seiner Werke finden lassen.
Bisweilen fordern die Werke Michael Quells Instrumentalisten enorm heraus, string I für Oboe solo etwa gilt als „eines der schwierigsten Stücke, die für Oboe geschrieben wurden“. In der Mehrheit gehen sie jedoch auf eine sehr intensive Beschäftigung mit den detaillierten Möglichkeiten des Instrumentariums zurück, wie etwa im orchestralen Mittelteil dynamisch bewegter multiphoner Klangtexturen im trio d’anches Dark Matter oder in der ‚spektralen Klangsinfonie‘ in Meister Eckhart und Suhrawardi – der Klang der Schwinge des Gabriel.
Für Quell sind auch die Texte, die er zu seinen Stücken verfasst hat, „Teil der Kompositionen“ auf einer anderen Ebene. Sie sind als solche weniger im Sinne klassischer Werkkommentare deskriptiv zu verstehen, sondern als eine Art Transformation des künstlerischen Geschehens auf die Ebene des Textes. „Sie wollen (also) nicht einfach das Gehörte ‚erklären‘, sondern (sie) erweitern das Komponierte zu einem mehrdimensionalen Raum von Gedanken und Assoziationen, die auf Dinge verweisen, die dem menschlichen Verstand nur noch begrenzt zugänglich sind …“
Die Arbeiten der letzten Jahre sind zudem durch erweiterte Aufführungsformen geprägt. Experimentelle Musik-Tanz Projekte wie Pluto’s Tide mit dem Ensemble via nova und TNLOS, die Arbeit mit speziellen Raumkonzepten (wie in Anamorphosis, string IV – M oder im 1. Streichquartett) sind ebenso dazu zu rechnen wie der, in Zusammenarbeit mit dem Münchener Regisseur Benedikt Schulte entstandene Experimentalfilm zu energeia aphanés III – physis, der im Teilchenbeschleuniger des IPP Garching gedreht wurde oder die Kunst-Musik-Performance Molding of Space – Molding of Time mit dem Konzeptkünstler Franz Erhard Walther.

## Auszeichnungen (Auswahl)
- 1. Preis Toyoko Yamashita Kompositionswettbewerb Berlin 1989[23]
- Förderpreis Frankfurt 1989[24]
- Auswahl zur Uraufführung beim Gaudeamus Kompositionswettbewerb Amsterdam 1988[23]
- Elisabeth Schneider Kompositionspreis 2003[24]
- Barlow Commissioning Award 2011[24]
- Kompositionspreis der Bowling Green State University 2013[24]

## Werke (Auswahl)
- Alpha – Omega (1982) für 5 Gitarren / Gitarrenensemble und Orgel
- De aeternitatem petendo (1983) für 2 Gitarren, 3 Tonbandgeräte, Mischpult und 2 Ringmodulatoren
- Acclamatio temporum – ein Kontrapunkt zwischen Raum und Zeit (1984) für 16 Schlagzeuger
- lacrimae luce perfusae – Spiegel aus Träne und Licht (1985/86) für 16-st. gem. Kammerchor, Kammerorchester und Schlagzeug
- peri tu ontos – hu sa'aq 4,6692 ah (1987/88) für einen Multiinstrumentalisten (Trompete sowie Euphonium mit Fg.- u. Sax.-Mundstück, Alphorn mit Fg.-Mundstück und Zusatzinstrumente)
- Ekstare (1988 / Neufassung 1990) für Flöte, Oboe, Violine, Bratsche und Cello
- BewegungsBilder (1989) für 3 Gitarren
- ne šama – näpäš –ruªh nach hebräischen, akkadischen und ugaritischen Textrelikten (1990/91) für Sopran und Ensemble (Fl., Hr., 2 Vl., Vla., Vc., 2 Git. u. Perc.)
- Streichtrio – le son d’un monde secret et couvert (1994)
- temps et couleurs I (1995) für Flöte und Gitarre
- Inside ... out – hommage à R. Barthes, Paul Feyerabend, Diogenes u. die Kyniker (1997) für großes Orchester
- Interdependenzen (1997/98) für Gitarre und Schlagzeug
- Satori – 5 Haiku (1999) für Gitarrenorchester
- atremia – Phasen der Stille (1999) für 5 Gitarren bzw. Gitarrenensemble
- anisotropie – (vier) (aggregat) – zustände (2001) für Klavier
- Anamorphosis II (-Polymorphia) (2002/03) für Ensemble in unterschiedlichen Raumkonstellationen (Fl. (BFl.), Ob., Cl. (BCl.), Klav., Perc., Vl., Vla. u. Vc.)
- Momentaufnahmen/Caprichos – Reflexionen zu Goya ... und darüber hinaus ... (2004) für Gitarre solo
- Enigma – vom Zauber der entgegengesetzten Denkweise. Hommage à Friedrich Nietzsche (2005) für Violine und Gitarre
- Achronon (2008/09) für Akkordeon und Gitarre
- Dark Matter (2010/11) für Oboe, Klarinette und Fagott
- A Blurring Cloud – Geschöpfe der Fahrt (2011/12) für Violine, Gitarre und Klavier
- String I (2013) für Oboe solo
- energeia aphanés I (2013) für Flöte, Klarinette (Bassklarinette), Violoncello und Schlagzeug
- String II – Graviton (2015/16) für Ensemble in Nonett-Besetzung (Flöte (auch piccolo), 2 Klarinetten (2. auch Bassklarinette), Fagott, Horn, Violine, Viola, Violoncello und Kontrabass)
- φαντασία – lass die Moleküle rasen (2016) für Sopran und hinzutretenden sprechenden Pianisten
- Meister Eckhart und Suhrawardi: der Klang der Schwinge des Gabriel – hikmat al-ishraq (2017) für vier mikrotonale Gitarren und Klavier
- Staubaggregation (2017) für Flöte, Kontrabass und Klavier
- energeia aphanés II (2018) für Kontrabassklarinette und Akkordeon
- energeia aphanés III – physis (2019) für Ensemble (Flöte, Klarinette, Violine, Violoncello, Akkordeon) und Tänzer
- String III – Branes (2019) für Violine, Akkordeon und Klavier
- String IV – M (2021) für Flöte (Piccoloflöte), Klarinette (Bassklarinette), Violoncello, Akkordeon und Schlagzeug
- response – kontraklang – (ou)topos, Streichquartett Nr. 1 (2021/22)
- Streichquartett Nr. 2 – M (2023)
- Ἐν ἀρχῇ En archē (2025)

## Diskografie (Auswahl)
- Chamber Music Vol. 1, NEOS 11046, 2010.
- Chamber Music Vol. 2, NEOS 11904, 2019.
- Chamber Music Vol. 3, NEOS 12103, 2021.
- Caprichos Goyescos, Jürgen Ruck, Momentaufnahmen / Caprichos, Dabringhaus, MDG 603 1341-2, 2005.

## Publikationen (Auswahl)
- Michael Quell: Kompositorische Strategien im Spannungsfeld von Autonomie und Erweiterung im Zyklus „Momentaufnahmen / Caprichos – Reflexionen zu Goya … und darüber hinaus …“. In: Lukas Christensen, Monika Fink (Hrsg.): Wie Bilder klingen. Tagungsband zum Symposium Musik nach Bildern. (= Neue Innsbrucker Beiträge zur Musikwissenschaft. Bd. 1). Lit, Berlin / Münster / Wien u. a. 2011, ISBN 978-3-643-50184-4, S. 221–248.
- Michael Quell: Zur Ambiguität des Fortschrittsbegriffs am Beispiel Ligetis Hinwendung zur Klangflächenkomposition. In: Ernst Helmuth Flammer (Hrsg.): Fortschritt, was ist das …? Wolke, Hofheim 2014, ISBN 978-3-95593-057-8, S. 79–114.
- Michael Quell: Freiheit im Kontext kollektiver Suppression – Günter Schwarzes Streichquartett op. 22. In: Ernst Helmuth Flammer (Hrsg.): „… wenn die Wurzeln tief sind, ist der Wind nicht zu fürchten“ – Günter Schwarze und die Meißner Porzellan- und Glockenspiele. Simon Verlag, Berlin 2020, S. 137–160.
- Helmut Oesterreich: Neue Kompositionen für Gitarrenensemble. Teil I: Satori – 5 Haiku für Gitarrenorchester von Michael Quell. In: Gitarre und Laute. 3/2000, S. 27–37.
- Robert Carl: Creating a “Realized Infinity”. An Interview with Composer Michael Quell. In: Fanfare Magazine. Vol. 35, Nr. 3, Tenafly, NJ, USA, Jan/Feb 2012, S. 50–62.